# بوني لي
بوني لي (بالإنجليزية: Bonnie Lee)‏ هي مغنية أمريكية، ولدت في 11 يونيو 1931 في بونكي في الولايات المتحدة، وتوفيت في 7 سبتمبر 2006 في شيكاغو في الولايات المتحدة.

## وصلات خارجية
- بوني لي على موقع ميوزك برينز (الإنجليزية)
- بوني لي على موقع ديسكوغز (الإنجليزية)